# Dingazi
Dingazi (auch: Dinkazé) ist eine Landgemeinde im Departement Ouallam in Niger.

## Geographie

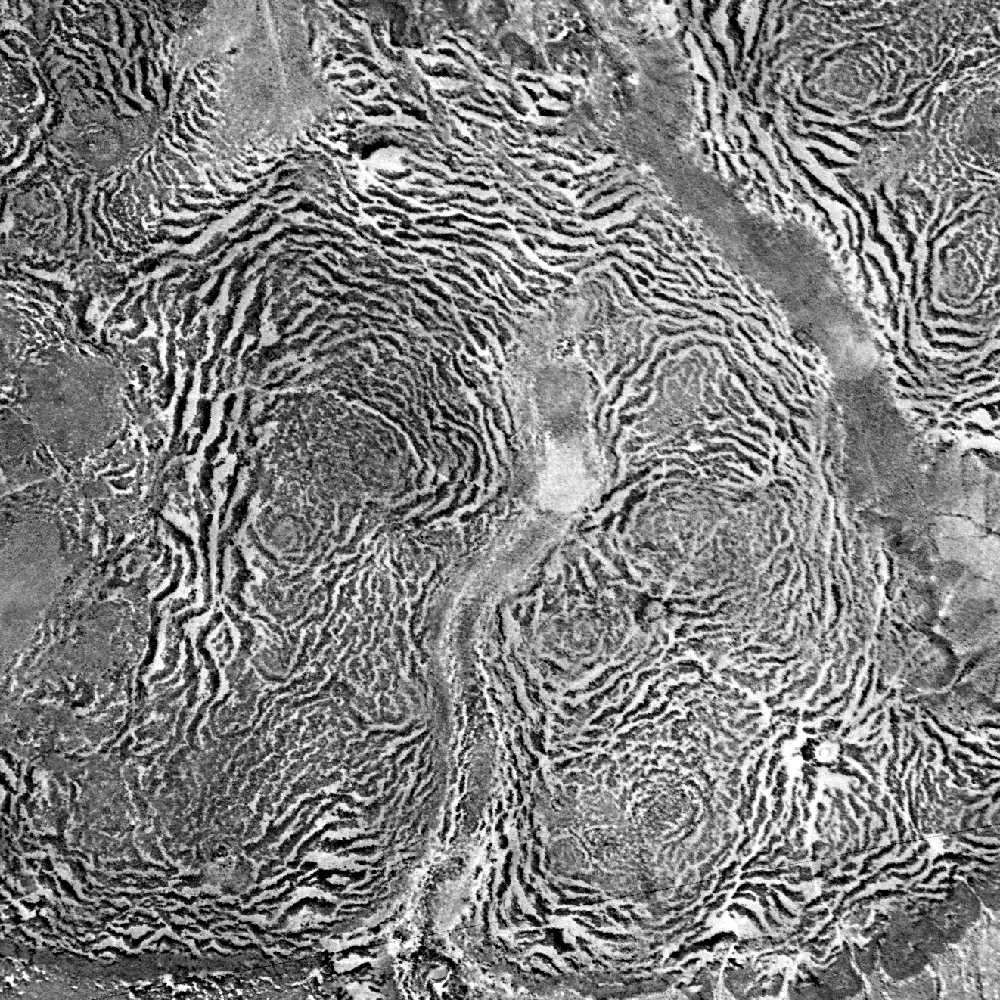
Satellitenbild einer Tigerbusch-Hochebene in Dingazi im Jahr 1965

Dingazi liegt in der Sahelzone. Die Nachbargemeinden sind Banibangou im Norden, Filingué im Nordosten, Tondikandia im Südosten, Ouallam und Simiri im Südwesten sowie Tondikiwindi im Nordwesten. Bei den Siedlungen im Gemeindegebiet handelt es sich um 41 Dörfer, 84 Weiler und 5 Lager. Der Hauptort der Landgemeinde ist das Dorf Dingazi (Dingazi Banda).
Im Gemeindegebiet erstreckt sich das 30.000 Hektar große Waldgebiet von Fondo Zongou. In Dingazi wurden 2017 mehr als einhundert frei lebende Einzeltiere der gefährdeten Westafrikanischen Giraffe gezählt, deren Hauptverbreitungsgebiet in Kouré liegt.

## Geschichte
Im Jahr 2002 wurde im Zuge einer landesweiten Verwaltungsreform das Gebiet des Kantons Ouallam auf die Stadtgemeinde Ouallam und die neu geschaffene Landgemeinde Dingazi aufgeteilt.
Infolge des Konflikts in Nordmali verschlechterte sich ab 2012 die Sicherheitslage in der Grenzregion zu Mali und Burkina Faso. Bei einem durch eine unidentifizierte Gruppe ausgeführten Angriff auf ein Transportfahrzeug an der Straße zwischen Balleyara und Banibangou wurden in Dingazi am 23. Mai 2021 elf Händler getötet.

## Bevölkerung
Bei der Volkszählung 2012 hatte die Landgemeinde 44.486 Einwohner, die in 4555 Haushalten lebten. Bei der Volkszählung 2001 betrug die Einwohnerzahl 36.933 in 3902 Haushalten.
Im Hauptort lebten bei der Volkszählung 2012 2012 Einwohner in 223 Haushalten, bei der Volkszählung 2001 1557 in 165 Haushalten und bei der Volkszählung 1988 1353 in 167 Haushalten.
In ethnischer Hinsicht ist die Gemeinde ein Siedlungsgebiet von Zarma und Arawa.

## Politik
Der Gemeinderat (conseil municipal) hat 15 gewählte Mitglieder. Mit den Kommunalwahlen 2020 sind die Sitze im Gemeinderat wie folgt verteilt: 5 MNSD-Nassara, 4 PNDS-Tarayya, 3 AMEN-AMIN und 3 PJP-Génération Doubara.
Jeweils ein traditioneller Ortsvorsteher (chef traditionnel) steht an der Spitze von 38 Dörfern in der Gemeinde.

## Wirtschaft und Infrastruktur
Die Gemeinde liegt am Übergang der Zone des Agropastoralismus des Nordens zur Zone des Regenfeldbaus des Südens. Von wirtschaftlicher Bedeutung für die Bevölkerung ist die Arbeitsmigration ins Ausland. Die Niederschlagsmessstation im Hauptort wurde 1990 in Betrieb genommen. In der Regenzeit ist der Hauptort wegen des schlechten Straßenzustands oft für mehrere Tage von der Außenwelt abgeschnitten.
Gesundheitszentren des Typs Centre de Santé Intégré (CSI) sind im Hauptort sowie in den Siedlungen Diep Béri und Farka Kalley vorhanden. Der CEG Dingazi Banda und der CEG Farka sind allgemein bildende Schulen der Sekundarstufe des Typs Collège d’Enseignement Général (CEG). Das Berufsausbildungszentrum Centre de Formation aux Métiers de Dingazi (CFM Dingazi) bietet Lehrgänge in Landwirtschaftsmechanik, familiärer Wirtschaft und Bau an. Mangels entsprechender baulicher Infrastruktur findet der Schulunterricht in Strohhütten statt.
Durch die Gemeinde verlaufen die 233,5 Kilometer lange Nationalstraße 33 zwischen Tillabéri und Filingué und die 150,3 Kilometer lange Nationalstraße 38 zwischen Balleyara und Banibangou. Von der Nationalstraße 33 zweigt im Hauptort die 66 Kilometer lange Route 664 nach Fandou Mayaki ab.

## Persönlichkeiten
- Issaka Daboré (1940–2021), Boxer und Olympia-Medaillengewinner
- Ali Saibou (1940–2011), Politiker, Präsident Nigers